# Tin Gomes
Agostinho Frederico Tin Carmo Gomes (Fortaleza, 28 de setembro de 1960) é um contabilista e político brasileiro filiado ao Partido Socialista Brasileiro. Foi vice-prefeito de Fortaleza entre 2009 e 2012 e atualmente exerce o mandato de deputado estadual pelo Ceará.
É filho do ex-deputado estadual João Frederico Ferreira Gomes, que esteve com mandato por 24 anos, e de Elvira Carmo Gomes. Tin Gomes é pai da Cinthia, do Adams, do Léo e da Letícia.  
Tin Gomes construiu sua popularidade em Fortaleza através do esporte, pois foi atleta de futebol de salão nos Campeonatos da Indústria, dos Comerciários Cearense e passou a desenvolver um trabalho comunitário nos bairros.    
Entre os maiores destaques do seu trabalho à frente do legislativo municipal, como presidente da Câmara de Fortaleza, está a conclusão da revisão da Lei Orgânica Municipal (LOM), promulgada no final de 2006, demanda existente há mais de uma década. Além disso, esteve à frente da reforma do Plano Diretor de Fortaleza e do Regimento Interno.
Em 2022, ele tentou a reeleição, mas não obteve sucesso e obteve a quarta suplência pelo partido PDT. Apesar da derrota, foi indicado pelo Governador Elmano de Freitas para comandar as Centrais de Abastecimento do Estado do Ceará S/A (Ceasa-CE) entre 2023 e 2025. 
Em janeiro de 2025, assumiu o mandato de deputado estadual na condição de suplente do PDT da Deputada Lia Gomes, que licenciou-se do mandato para assumir a Secretaria Estadual de Mulheres do Ceará, nomeada pelo governador Elmano de Freitas.. No mês seguinte, seguindo a orientação do Governo do Estado e do senador Cid Gomes (PSB), deixou o PDT e se filiou ao PSB, fortalecendo a base governista.
A partir de janeiro de 2025, também conseguiu indicar seu filho, Adams Gomes, para o cargo de secretário municipal da Regional XII na gestão Evandro Leitão (PT) na Prefeitura de Fortaleza.